# Paragus zuqualensis
Paragus zuqualensis är en tvåvingeart som beskrevs av Kassebeer 2001. Paragus zuqualensis ingår i släktet stäppblomflugor, och familjen blomflugor.
Artens utbredningsområde är Etiopien. Inga underarter finns listade i Catalogue of Life.